# Samsung GF12000
Samsung GF12000 beschreibt eine Klasse von Bohrschiffen, die auf der Werft Samsung Heavy Industries in Südkorea entstanden.
Betrieben werden die Schiffe von Ensco International. Das erste Schiff der Klasse, die Ensco DS-8, wurde im April 2012 bestellt. Zugleich wurden Optionen über zwei weitere Schiffe der Klasse vereinbart. Im Juni 2012 folgte die Bestellung des zweiten Schiffes, der Ensco DS-9. Rund ein Jahr später folgte die Bestellung eines dritten Schiffes, der Ensco DS-10, mit der Vereinbarung einer Option über ein weiteres Schiff, welches jedoch bis heute nicht gebaut wurde. Die Baukosten betrugen rund 645 Millionen $ pro Schiff. Abgeliefert wurden die Schiffe von 2015 bis 2017.
Die Schiffe beruhen auf dem Samsung-96k-DWT-Design. Sie verfügen über ein DPS-3-System zur dynamischen Positionierung. Sie können in einer Wassertiefe von bis zu 3.048 Meter (10.000 ft.) eingesetzt werden und besitzen eine maximale Bohrtiefe von 12.192 Metern (40.000 ft). Eine Umrüstung auf eine Wassertiefe von bis zu 3.657 Meter (12.000 ft.) ist möglich.

## Schiffe der Klasse
| Bauname     | Baubeginn Kiellegung Stapellauf Ablieferung                      | Baunummer | IMO- Nummer | Umbenennungen und Verbleib |
| ----------- | ---------------------------------------------------------------- | --------- | ----------- | -------------------------- |
| Ensco DS-8  | 18. März 2013 30. September 2013 21. Dezember 2013 9. Juli 2015  | 2059      | 9659531     | Valaris DS-8               |
| Ensco DS-9  | 23. April 2013 18. November 2013 8. März 2014 20. April 2015     | 2062      | 9666572     | Valaris DS-9               |
| Ensco DS-10 | 8. Januar 2014 21. Juli 2014 25. Oktober 2014 28. September 2017 | 2096      | 9698666     |                            |
| Daten: ABS  |                                                                  |           |             |                            |